# Добропілля (село, Покровський район)
Добропі́лля — село Криворізької сільської громади Покровського району Донецької області, Україна. Знаходиться над річкою Водяна.

## Історія

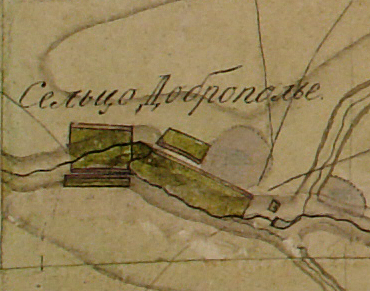
Добропілля на карті складеної в 1790-х роках.

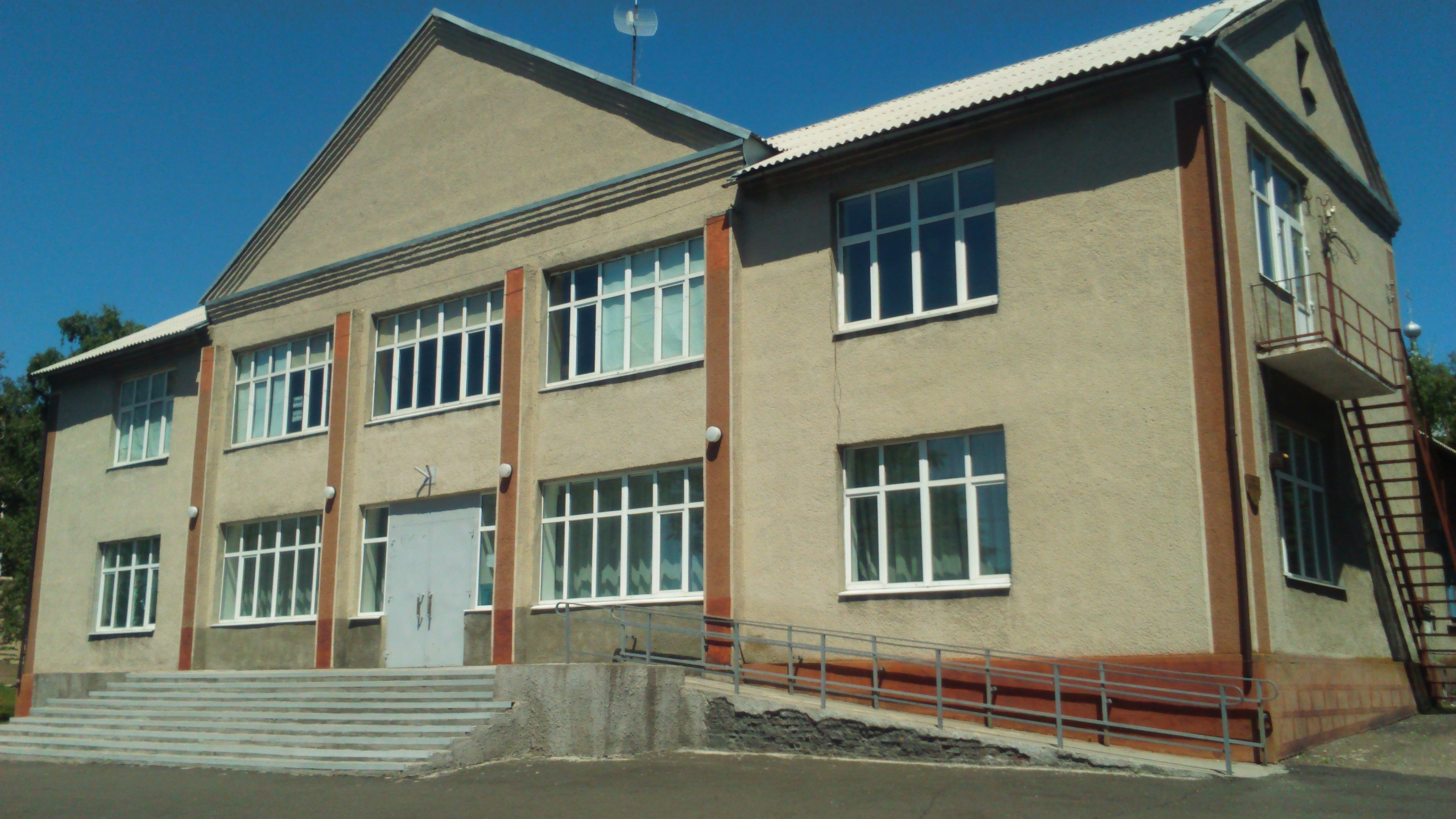
Будинок культури

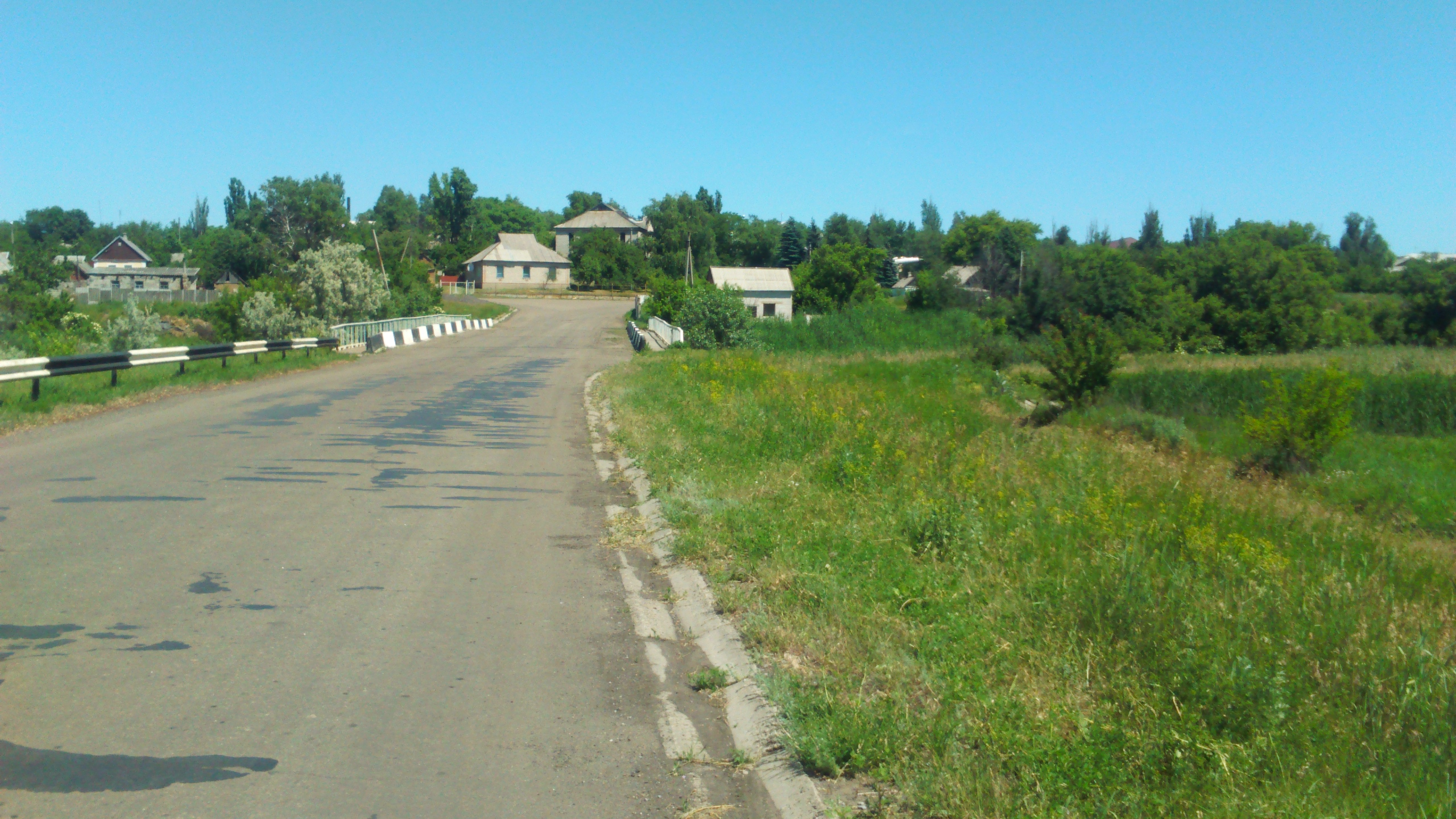
В'їзд в село Добропі́лля

### Заснування
Ділянка землі де зараз знаходиться село Добропілля, була віддана в рангову дачу полковнику Янченко Андрію Максимовичу. У 1791 році землеміром Самойловичем було проведено його відмежування. Село виникло не раніше 1795 і не пізніше 1799 року, згодом зване Добропілля. Історик Феодосій Макаревський посилаючись на консісторські архіви повідомляв, що на 6 липня 1799 року в селі полковника Андрія Максимовича Янченка, Добропіллі проживало 184 чоловіків і 166 жінок.
У 1824 р. в селі був побудований Свято- Успенський храм.
У 1859 році в селі було 35 дворів і проживало 541 чоловік (271 чоловіків 270 жінок). Також в селі працював цегельний завод.
Після смерті Олександра Андрійовича в 60-х роках ХІХ сторіччя господарем села став його син Петро Олександрович. Новому поміщикові довелося залагоджувати відносини з селянами після скасування кріпосного права в 1861 році. Але Петро затягував підписання статутної грамоти з колишніми поміщицькими селянами. Розгляд викупного договору з селянами відбувся тільки 2 грудня 1863 року. Згідно з угодою селяни в володіння отримували 2 дес. землі, стільки ж скільки було до реформи. Наділи отримали не всі, а тільки ті, хто раніше обробляв землю (91 осіб).
Землі, що не оброблялися після 1861 року, Петро Олексійович продав колоністам і іншим дворянам. За даними 1882 року, землі колишньої рангової дачі Яновського належали:
- десятин 2100 сажень землі з хутором Василівка належали вільному поселенцю Роговському Давиду Івановичу.
- десятин 1200 сажень були у володінні громади селян хутора Василівки.
- десятин 1200 сажень землі разом з хутором Головачевка були у володінні спадкоємців вдови генерал-майора Глафіри Олександрівни Головачової.
- десятин 1854 сажнів землі були у володінні селян села Новоолександрівка.

У 1905 році в селі відкрита церковно -приходська школа, а в 1923 році в будинку колишньої панської економії відкрилася початкова школа. До революції 1917 року через село Добропілля проходили телефонні магістралі Юзівка — Гришине — Степанівка і Дружківка — Шахово — Сергіївка. У селі працював млин.

### УРСР
У 1926 році створена парторганізація села.
В 1927 році в селі був закритий Св'ято- Успенський Храм. «По инициативе антирелигиозников был составлен протокол № 07 заседания церковного Совета, где якобы обсуждался вопрос об отказе от церкви и передачи ключей и имущества Добропольскому Сельсовету. На самом деле никакого заседания не было, протокол был сделан антирелигиозниками, каковые обходили членов церковного совета, зачитывали протокол и предлагали им расписаться под ним. Таким образом им удалось из числа 11 членов церковного совета получить подписи 8 членов. — Информация п/отдела ОПК, 3 ноября 1929 года».
З 20-х років ХХ сторіччя в селі створюються ТОЗи, а потім — колгоспи (першою стала артіль «Нове життя»). З 1935 року село стало райцентром, і до війни тут побудували школу, два дитсадки, клуб із стаціонарною кіноустановкою, бібліотеку, фельдшерську медамбулаторію. Початкова школа стала семирічкою. У селі перебували органи управління, партійної структури, комсомолу, районна газета, відділ охорони здоров'я. У 30-і роки ХХ сторіччя між селами Добропілля і Красноподілля побудували водокачку.
22 січня 1935 року рішенням уряду УРСР утворено Добропільський район із центром у селі Добропіллі, воно було центром району до 1954 року.

### Друга світовавійна

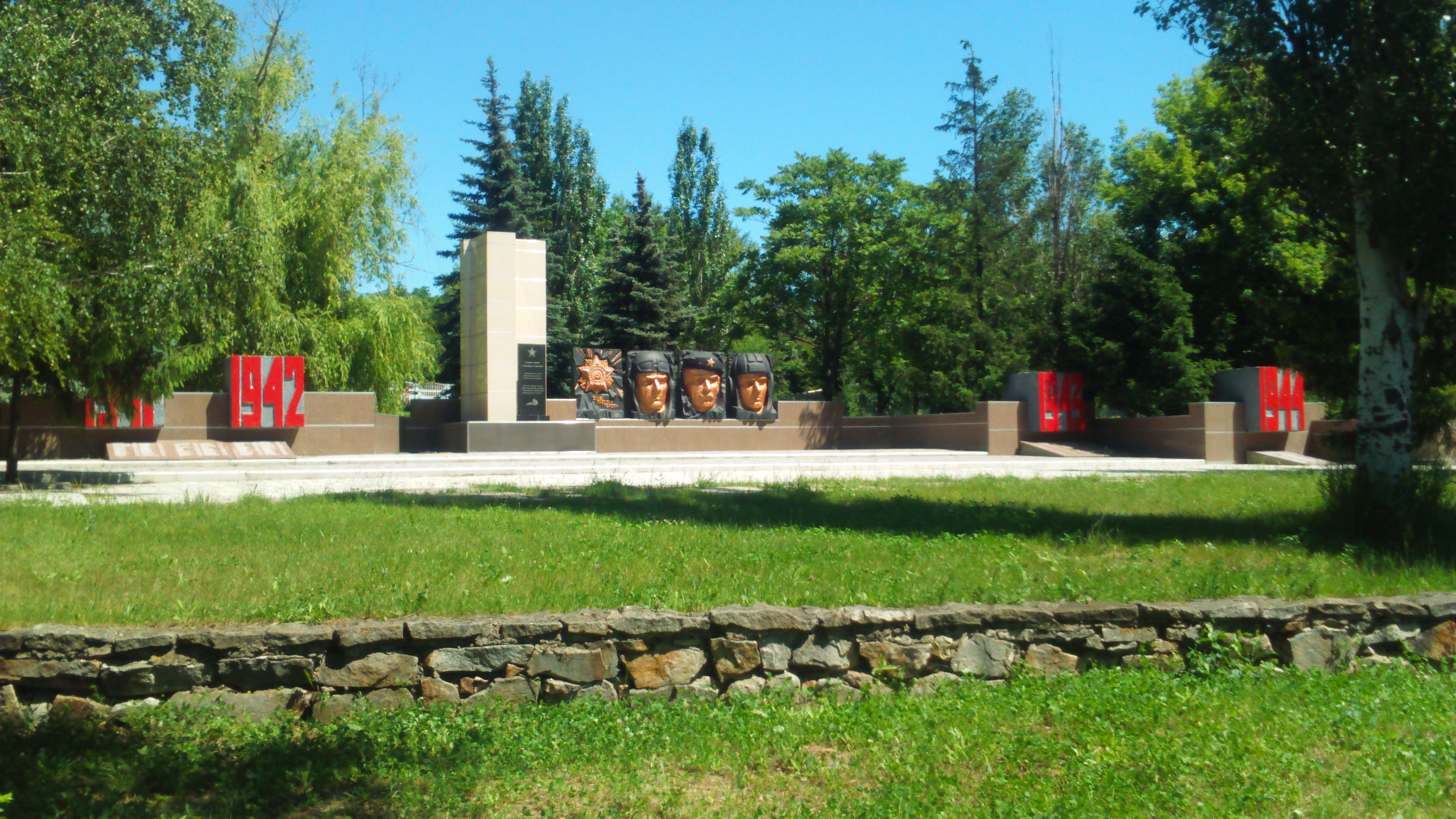
Пам'ятник ВВВ Добропі́лля.

Важкими були бої в районі села у січні — лютому 1942 року і в лютому 1943 року. Офіційно, село звільнялося 2 рази, проте в січні 1942 року в районі та на околицях села йшли важкі бої червоної армії з танковою групою противника. Ступінь руйнувань була високою, і багато чого довелося відновлювати заново.

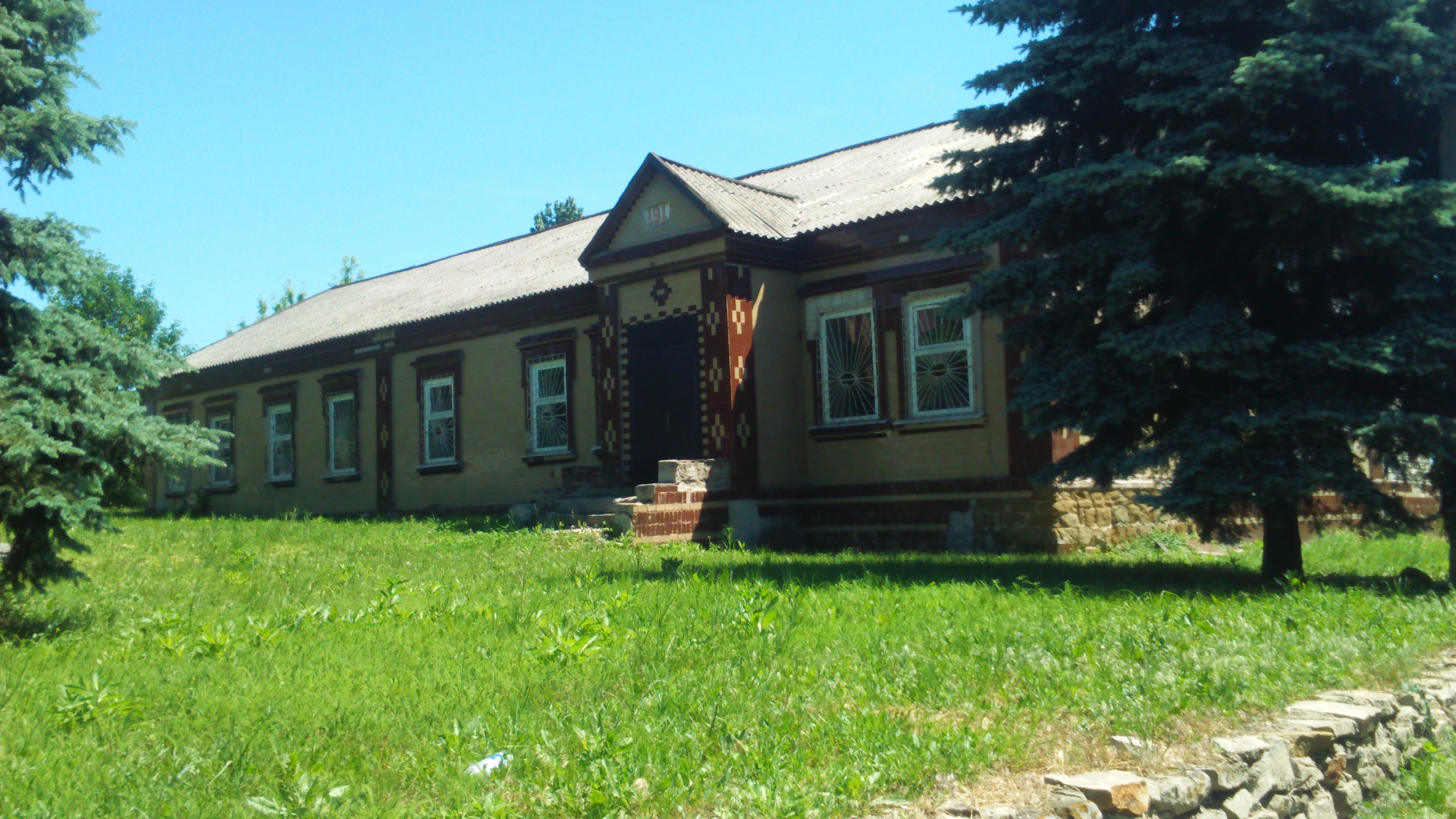
Старий будинок село Добропі́лля.

У 1944 році почали відновлювати зв'язок в районі: у першу чергу потягнули телефонний дріт з села Добропілля в Шилово, Ленінське, Св'ятогорівку, Ганнівку і на Гришинську МТС. Для відновлення зв'язку в селах Завидо-Борзенка, Кам'янки і Грузького залучали кошти і матеріали Облзв'язку. У 1950 році новостворені колгоспи об'єднали в один колгосп «Правда» (3,5 тис. га оранки, у тому числі 125 га — зрошуваної землі, 125 га саду). У 1975 році побудовано нове приміщення школи. У 1987 році в селі споруджено Меморіал загиблим воїнам червоної армії, а в 2000 році — на околиці села, — природний комплекс «Біля джерела» і пам'ятник воїнам-афганцям. Пам'ятник червоноармійським воїнам є і в селі Новогришине.

### Незалежна Україна
У 2000 році на околиці села упорядковано природний комплекс Донецького краю «У джерела».

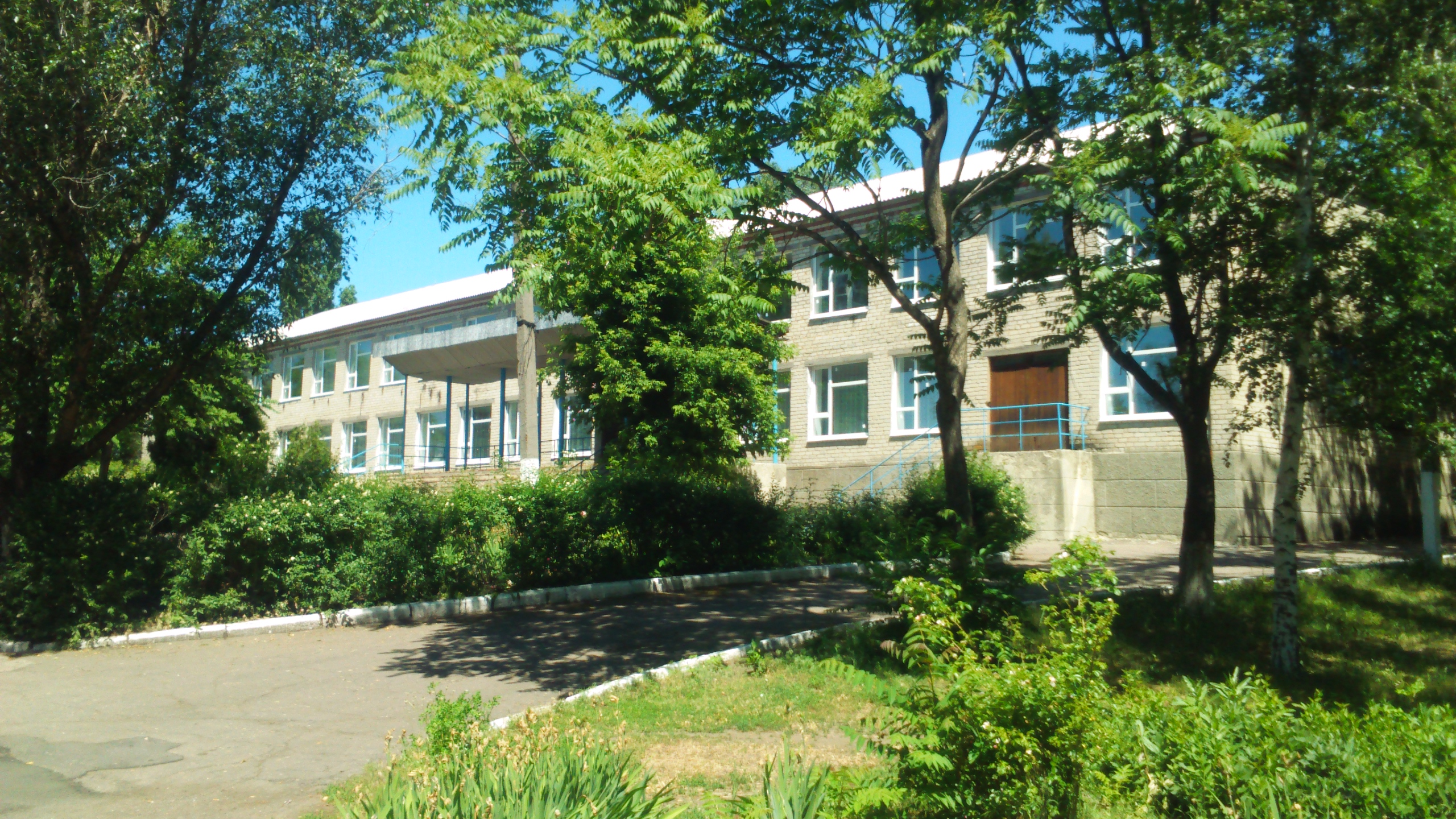
Школа село Добропі́лля.

21 червня 2014 року під час виконання обов'язків у районі села Добропілля Донецької області загинув Андрій Кравченко. Під час патрулювання околиць села колона потрапила в засідку терористів.

## Шахти села Добропілля
У 90-х роках XIX — початку ХХ сторіч на захід від села Добропілля працювали кустарні шахти і каменоломні, якими володів поміщик П. А. Янченко. Тоді в районі сіл Василівки, Завидове, Вірівка і Добропілля були розвідані 3 пласта кам'яного вугілля, один з яких вже розроблявся в Завидове. Розробці вугілля і будівельного каменю перешкоджав підвищений приплив води в балці. Шахти П. А. Янченка розробляли пласт вугілля, імовірно, k31 (синоніміка А. А. Гапеева). З 1900 року шахтами володів новий господар маєтку Добропілля — К. А. Вістенгаузен. У клопотанні 1901 року про будівництві залізниці через Добропілля, Завидове вказувалося, що «маються готові шахти… в маєтку Добропілля».

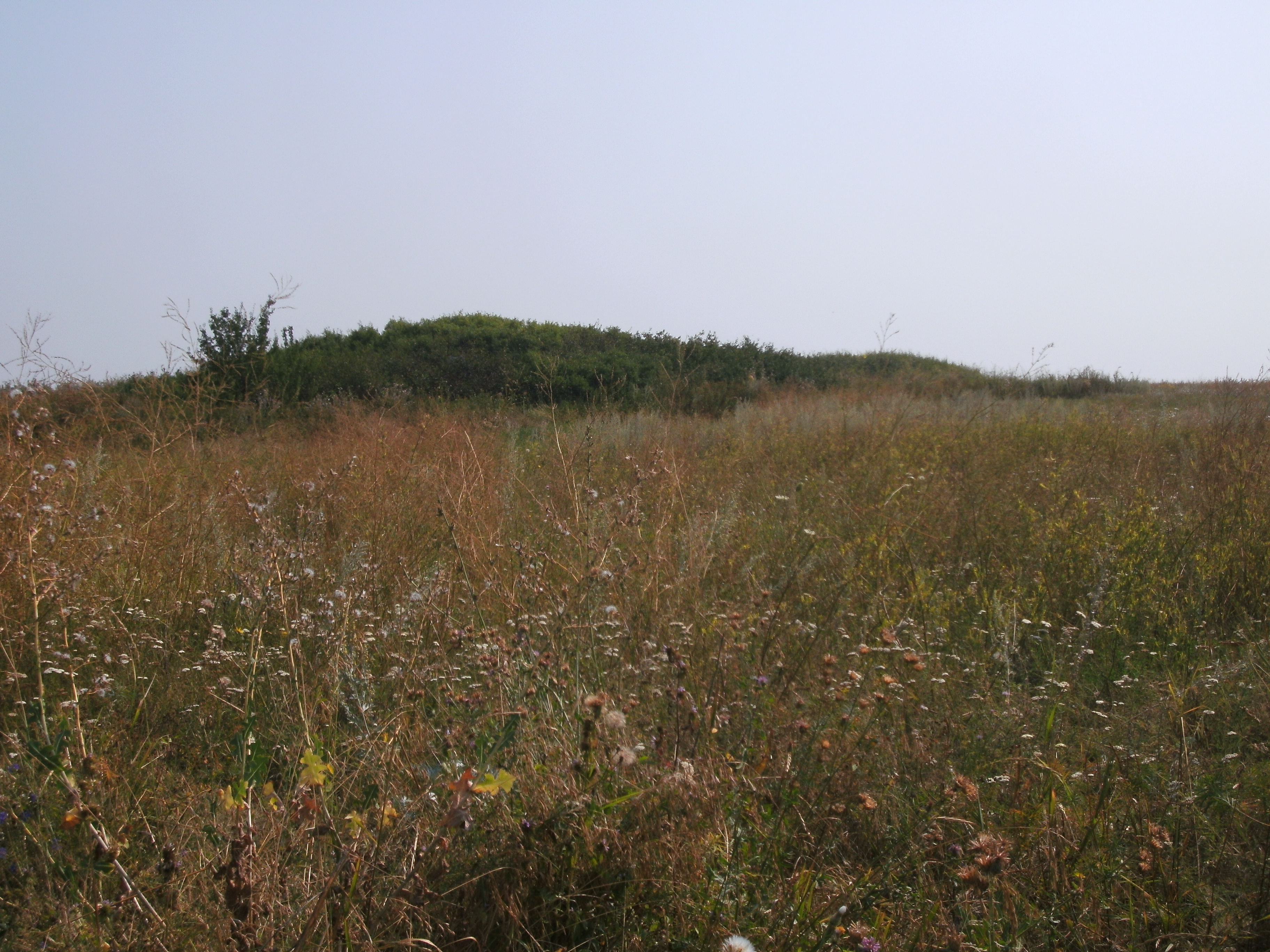
Залишки відвалу породи рудника К. А. Вістенгаузена, село Добропілля

У 1911—1916 роках з ініціативи Донецько-Грушевського акціонерного товариства кам'яновугільних і антрацитових копалень в Західному Донбасі проводилися системні геологорозвідки, які вказали на основний пласт, так званої «Гришинської» свити вугілля, що розробляється на Новоекономічному руднику зазначеного вище суспільства. Пласти даної свити, що мають промислове значення, були виявлені і на території Добропільського району. До революції 1917 року на схід від села Добропілля проводилися роботи по закладці капітального кам'яновугільного рудника на землях К. А. Вістенгаузена. Добропільський краєзнавці пов'язують даний рудник з кустарної шахтою між селами Красноподілля і Добропілля, яка працювала в 20-і роки ХХ сторіччя. Залишки відвалу породи цієї копальні збереглися досі.

## Добропільська ЗОШ І—ІІІ ступенів
Докладніше: Добропільська загальноосвітня школа
У селі Добропілля школа бере свій початок з 1905 року, як церковно приходська. Розміщалась спочатку в селянській хаті. У 1923 році школу перевели в будинок панської економії. В 1935 році школа стала семирічною, а в 1946 році середньою. У 1960 році збудовано просторе типове приміщення школи з 10 класним кімнатами і спортзалом. У 1979 році відкрила двері нова простора школа на 320 місць зі спортивним залом, їдальнею, типовими майстернями. У школі відкрили музей села Добропілля.

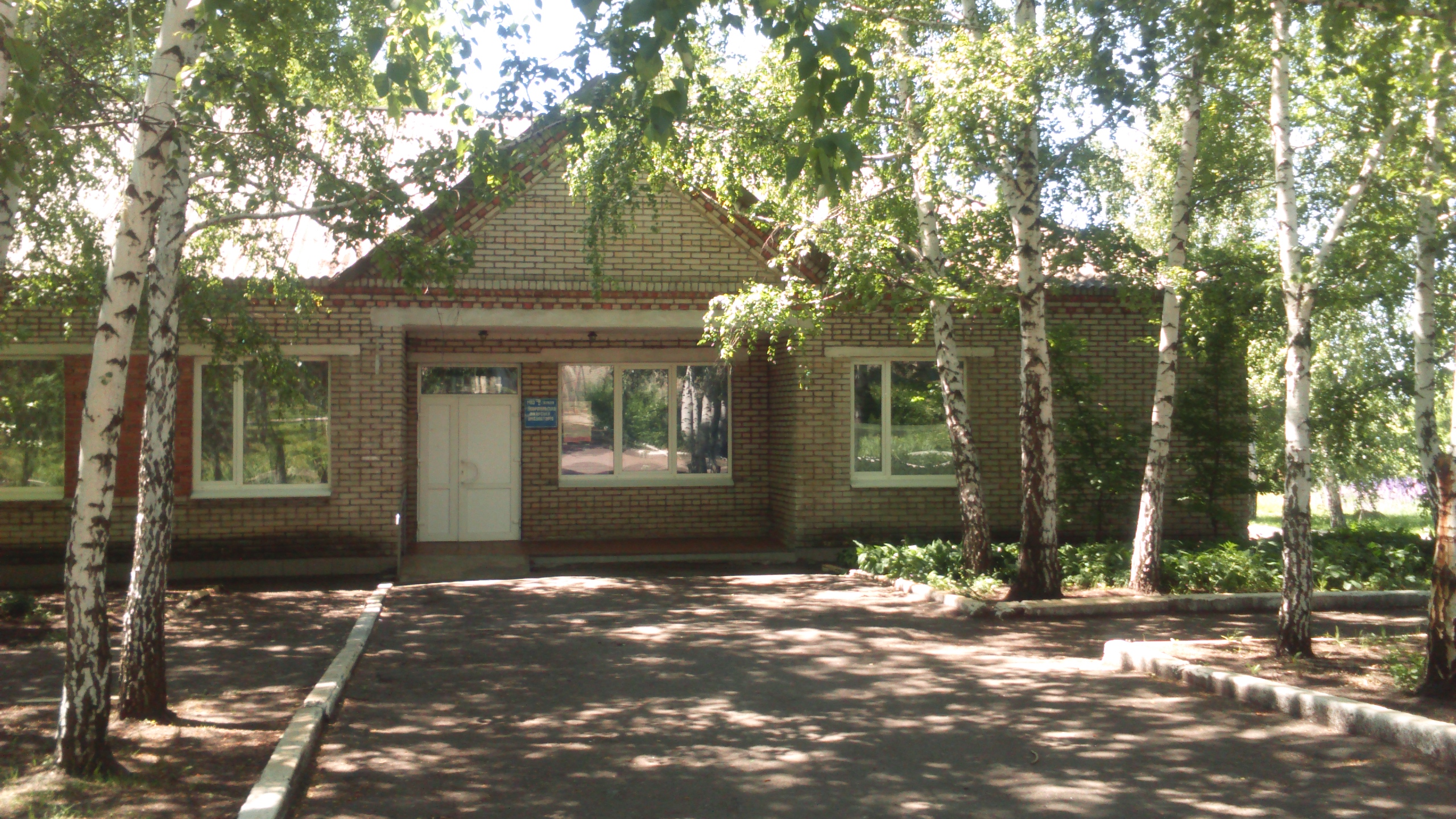
Мед. пункт Добропі́лля.

## Соціальна сфера
Торговий центр, кафе, медамбулаторія, дитсадок (1970 р.). Є школа, будинок культури, бібліотека, музей.

## Відомі люди
- Янченко Андрій Васильович — дійсний статський радник, дворянин.
- Янченко Петро Олександрович — голова Катеринославської губернської управи (1872—1885 рр.), дворянин, поміщик.
- Вістенгаузен Карл Олександрович — співвласник вогнеупорного заводу в Часовому Ярі, дворянин, поміщик села.
- Єрмаков Олександр Петрович
- Гуртова Наталія Анатолівна
- Зарічний Іван Петрович
- Сергєєв Микола Миколайович — голова колгоспу «Правда».
- Прокопенко Григорій Семенович -майор РККА, полковник поліції, професор, викладач Сімферопольського державного університету.

## Жертви сталінських репресій
- Дадушкін (Дадушка) Іван Опанасович, 1887 року народження, с. Добропілля Гришинського району Донецької області, українець, освіта нижча, безпартійний. Хлібороб. Проживав: с. Добропілля Гришинського району Донецької області. Заарештований 7 березня 1931 року. Особливою нарадою при колегії ДПУ УРСР 10 травня 1931 року засуджений на 3 роки заслання у Північний край. Реабілітований у 1989 році.
- Красний Григорій Артемович, 1901 року народження, с. Добропілля Донецької області, українець, освіта початкова, безпартійний. Візник кар'єра. Проживав: с. Добропілля Донецької області. Заарештований 31 березня 1933 року. Даних про засудження немає. Реабілітований у 1955 році.

## Релігія
Докладніше: Церква Успіння Пресвятої Богородиці
Успенський храм у селі Добропілля, Престольне св'ято: Успіння Пресв'ятої Богородиці (28 серпня). Настоятель: св'ященик Данило Румунська. Адреса: 85032, село Добропілля, Покровського р-ну, вул. Вані Бабенка, 59. Типовий храм, діє з 1856 року.

## Пам'ятки культури

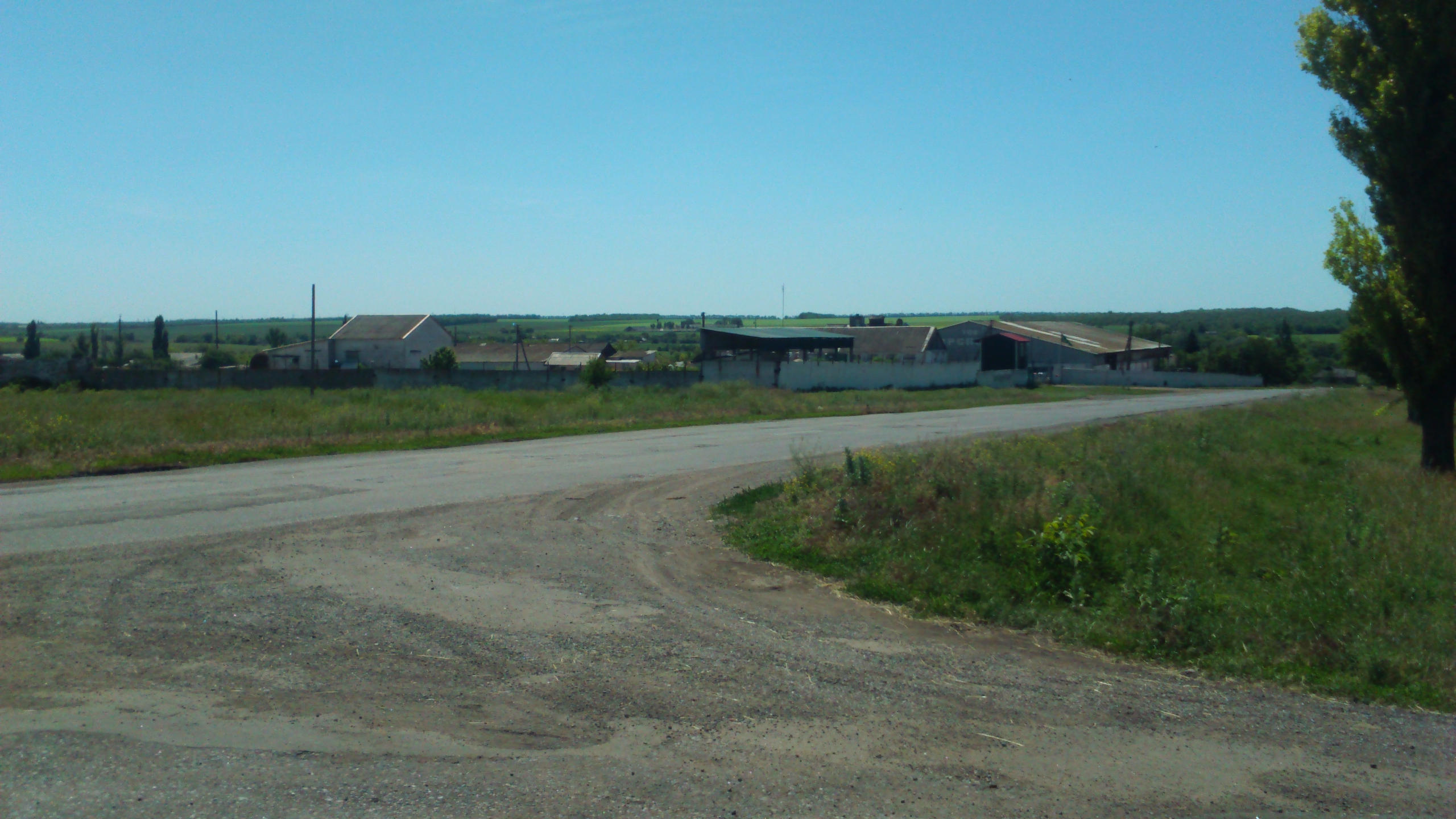
ТОВ «Перспектива».

## Підприємства
- ТОВ «Добропільське насіннєве підприємство»[8]
- АТЗТ «Екопрод АТ»
- Районне дорожнє ремонтно-будівельне управління. У роки незалежності закрито міжколгоспний профілакторій. Однак, і зараз село залишається важливим сільгоспцентром району.